# ঌ
Cette page contient des caractères spéciaux ou non latins. S’ils s’affichent mal (▯, ?, etc.), consultez la page d’aide Unicode.
ঌ, transcrit ḷ, est une voyelle de l’alphasyllabaire assamais-bengali historiquement utilisé en sanskrit écrit en assamais-bengali.

## Représentations informatiques
Ses caractères Unicode sont :
| formes       | représentations | chaînes de caractères | points de code | descriptions                            | note                               |
| ------------ | --------------- | --------------------- | -------------- | --------------------------------------- | ---------------------------------- |
| indépendante | ঌ               | ঌ                     | U+098C         | lettre bengali l vocalique              | historiquement utilisé en sanskrit |
| dépendante   | ◌ৢ               | ৢ                      | U+09E2         | diacritique voyelle bengali l vocalique | historiquement utilisé en sanskrit |